# Perimetri

Úter amb el perimetri

El perimetri és un terme d'anatomia que correspon al revestiment del peritoneu que cobreix la porció externa de la paret de l'úter.
La seva etimologia és del grec perí περί 'al voltant de' + mētr(ā) μήτρα 'matriu' + -iu(m) llatí].
Paraula documentada des de 1815 en anglès i abans en el llatí científic.